# Sàtir (filòsof)
Sàtir (en llatí Satyrus, en grec antic Σάτυρος) fou un filòsof peripatètic i historiador grec que va viure abans del temps de Ptolemeu IV Filopàtor.
Va escriure una col·lecció de biografies entre les quals les de Filip II de Macedònia i de l'orador Demòstenes que són mencionades sovint pels antics escriptors. Va escriure també una obra sobre la ciutat d'Alexandria i una altra titulada  Περὶ χαρακτήρων (sobre els caràcters).